# Pivovara Daruvar
Pivovara Daruvar je najstarija hrvatska pivovara sa sjedištem u Daruvaru.

## Povijest
Daruvarska pivovara osnovana je 1840. godine. Pivovaru je izgradio Izidor Janković za potrebe vlastelinstva i malobrojnog građanstva. U početku je to bio manji pogon kapaciteta 500 hektolitara piva na godinu.
Nakon toga pivovaru je naslijedio Izidorov sin Julije Janković te je on 1879. prodaje Magdaleni Lechner. Pivovaru nasljeđuju zatim članovi obitelji Tüköry. Od 1893. pivovaru su kupili mjesni poduzetnici Pollak, Crner i Dobrović. Od te godine daruvarsko pivo počinje nositi ime Staročeško. Od 1911. godine pivovara se službeno zvala „Daruvarska dionička pivovara i munjara” (njem. Daruvarer Aktienbrauerei und Elektrizität Werk). Godine 1925. pivovaru kupuju članovi židovske obitelji Gross. Zatim obavljaju veliku obnovu pogona te je godišnja proizvodnja povećana s 2.000 hektolitara u 1925. na 10.000 hektolitara u 1931. godini.
Godine 1941. pivovaru kupuje poduzetnik Viktor Hrešić. Zbog pomankanja sredstava pivo se proizvodilo do 15. rujna 1943. godine. Pred kraj 1944. godine u pivovari je djelovala partijska ćelija. Po dolasku na vlast komunisti su nacionalizirali pivovaru. Godine 1960. puštena je u pogon linija za punjenje boca i trafost.
Od 1971. do 1977. pivovara je bile poslovno povezana sa zagrebačkom i karlovačkom pivovarom u radnu organizaciju Zagrebačke pivovare. Do raskida dolazi 1977. godine.
Nakon Domovinskog rata pivovara je postala dioničko društvo u vlasništvu tadašnjih i bivših radnika. Godine 2005. prodana je tvrtki Orlando Film Classic u vlasništvu obitelji Zovko. Godine 2008. pivovaru kupuje tvrtka Durata. Nakon dvije godine pivovara je završila u stečaju. U lipnju 2010. godine pivovaru kupuje Kufner grupa.

### Članci
- Pejić, Mato. 2022. Pivovara Daruvar – kratka povijest. Zbornik Janković. Ogranak Matice hrvatske u Daruvaru. Daruvar. 6 (7): 409–427

## Vanjske poveznice
- Službena stranica pivovare